# الشهداء (منبج)
الشهداء بلدة سوريّة تتبع إداريّاً لمحافظة حلب منطقة منبج ناحية مسكنة، بلغ تعداد سكانها 123 نسمة حسب التعداد السكاني لعام 2004.